# 武藤章
武藤 章（むとう あきら、1892年（明治25年）12月15日 - 1948年（昭和23年）12月23日）は、日本の昭和時代の陸軍軍人。最終階級は陸軍中将。
日中戦争、対米交渉、フィリピン戦などに従事。一夕会メンバー。統制派だったが後に東條英機との対立で逆に皇道派の山下奉文の部下に転じた。第二次世界大戦後の極東国際軍事裁判でA級戦犯となり処刑された。

## 生涯

### 出生と軍隊への道
1892年（明治25年）12月15日、熊本県上益城郡白水村（現・菊陽町）に父・定治、母・加野の間に四人兄弟の次男（兄1人姉2人）として生まれる。武藤家は代々藩医をしていた士族の家系で、地主であった。
済々黌中学、熊本陸軍地方幼年学校を経て、1913年（大正2年）陸軍士官学校（25期）を卒業。富永恭次・佐藤幸徳・山内正文・田中新一・山崎保代らが同期。
1913年（大正2年）6月、見習士官として大分の歩兵第72連隊附となる。12月、歩兵少尉に昇進。
1917年（大正6年）陸軍大学校入校。
1920年（大正9年）陸軍大学校（32期）を優等で卒業し恩賜の軍刀を拝受した。冨永信政、青木重誠、酒井康、中村正雄、酒井直次、西村琢磨、橋本欣五郎らが同期。歩兵第72連隊に戻る。
1921年（大正10年）陸軍士官学校、戦術学部附となる。
1922年（大正11年）3月、当時陸軍次官であった尾野実信中将の長女初子と結婚。

### 教育総監部
1922年（大正11年）教育総監部附に異動。8月大尉に昇進。
1923年（大正12年）10月、第一次世界大戦の研究を命じられドイツへ行く。
1926年（大正15年）1月、武藤の希望により米国視察。同年4月に帰国。帰国後は教育総監部附となり操典、教範の編纂に従事。
1928年（昭和3年）冬、赤痢を患う。3月に退院するが、その後糖尿病を併発。しばらく休暇をとる。
1928年（昭和3年）8月、少佐に昇進。
1929年（昭和4年）糖尿病がはかばかしくなく、大隊長希望を断念。12月、陸軍大学校専攻学生となり、主にクラウゼヴィッツと孫子の比較研究を行う。
1930年（昭和5年）11月、参謀本部第二部欧米課に異動。主にドイツ関係の調査を行う。
1931年（昭和6年）8月、参謀本部第一部兵站班に異動。教育総監部で培った操典や教範の編纂技術を用いて兵站綱要の改編に従事するとともに、満洲事変に伴う補給の業務も担当。
1932年（昭和7年）3月、参謀本部第二部綜合班に異動。8月中佐に昇進。
1933年（昭和8年）3月、第二部長永田鉄山より中支・南支方面の視察を命じられる。
1933年（昭和8年）11月、国際連盟脱退に関連した情報収集のため参謀総長より欧米視察を命じられ、翌年1月東京に帰る。視察の結果を天皇に報告。

### 歩兵第1連隊
1934年（昭和9年）3月、歩兵第1連隊附に異動。連隊附中佐として教育主任を命じられる。

### 陸軍省
1935年（昭和10年）3月、陸軍省軍事課附に異動。武藤の陸軍省勤務の第一歩となる。当時はまだ軍事課と軍務課が分かれていなかったため、両方の業務を合わせたような仕事をしていた。
永田鉄山が情報部長であった頃、部長直属の綜合班長で永田の強い影響を受け、統制派の西浦進はこの頃の武藤を「永田第二部長のふところ刀」だったと回想している。
1935年（昭和10年）8月12日、当時、軍務局長で上司となる永田鉄山が殺害される（相沢事件）。
1936年（昭和11年）2月26日、二・二六事件。武藤が以前指導していた歩兵第1連隊の青年将校も参加。武藤は反乱した青年将校の思想を否定していたこと、永田鉄山（統制派）の部下であったことなどから、二次的抹殺者名簿に挙げられていたという。
二・二六事件後の廣田弘毅の組閣人事に際しては、軍内部で刷新人事を期待して若手の板垣征四郎を推す動きに対して、武藤は二・二六事件の粛軍人事で引退する予定だった参議官の寺内寿一大将を陸相に担ぎ上げ、また川島義之陸相の代理として広田の組閣本部に乗り込み陸軍の意向を伝えるなど積極的な動きをした。この動きについて武藤は、当時陸軍部内に軍内閣を期待する熱が相当あり、その運動を抑圧するためであったと後に回想している。

### 関東軍参謀第二課長（満洲）
1936年（昭和11年）6月、関東軍参謀第二課長に異動。駐屯地である満洲関連の資料整理を行う。8月大佐に昇進。

#### 内蒙工作
1936年（昭和11年）12月内蒙古の分離独立工作（いわゆる「内蒙工作」）に従事する。
当初は田中隆吉中佐が対応していたが、田中が神経衰弱にかかってしまったため武藤が田中に代わり対応することになったという。
1936年11月から12月初旬にかけ石原莞爾は満州・華北を視察、ちょうど綏遠事件の頃で、石原莞爾が新京に立寄り関東軍首脳と会談し、武藤たち関東軍が進めていた内蒙工作に対し、中央の統制に服するよう説得した時、武藤は「本気でそう申されるとは驚きました。私はあなたが満洲事変で大活躍されました時分、この席におられる、今村［関東軍参謀］副長といっしょに、参謀本部の作戦課に勤務し、よくあなたの行動を見ており、大いに感心したものです。そのあなたのされた行動を見習い、その通りを内蒙で、実行しているものです」と反論。若い参謀たちが口を合わせて哄笑したとのことである。ただし、これは今村均の回想録にある話で、石原自身は武藤を評価し後に武藤を東京の軍務局に引き抜いていて、これを言ったのは別の者としている説もある。
1936年11月徳王の内蒙軍による華北綏遠省侵攻作戦が失敗。内蒙軍内の反乱によって、上級佐官を含む29人の日本人特務機関員らが殺害された。事件後、 武藤は関東軍第二課長（情報担当）として現地で事態の収拾にあたった。その時、 随行した松井忠雄徳化特務機関補佐官に、内蒙軍の脆弱な実態を知って武藤は「結局俺は、田中の舌先三寸に踊ったわけか」と呟き、次のような言葉を残している。
「政党政治の時代は去った。しかし軍が肩代わりするのは好ましくない。これは過渡的便法だ。……この過渡的時代に日本が国際的危機に追いこまれるのは日本の不幸だ。しかしこれは日本の運命だ」

### 参謀本部第一部作戦第三課長
1937年（昭和12年）3月、参謀本部第一部長石原莞爾の希望で、参謀本部第一部作戦第三課長に異動（抜擢）。二二六事件処理で見せた手腕を評価したとされる。
当時第三課長は石原が兼務していた。しかし武藤は3月1日の訓示には姿を見せず、2週間以上も経った16日、東條英機と一緒に石原に挨拶をしに行く。

#### 盧溝橋事件
1937年（昭和12年）7月7日、盧溝橋事件発生。
事件の場合は作戦ではないため陸軍省軍務局軍事課がリーダーシップをとる。武藤は軍事課長で積極派の田中新一に同調し、不拡大方針をたて内地師団派遣中止を主張する石原莞爾とは反対に対中国強硬政策による師団派遣実施を主張。石原は、｢俺が辞めるか、君が辞めるかだ｣と吐き捨てるまでに至ったという。
田中新一に電話をかけ、「ウン田中か、面白くなったね、ウン、大変面白い、大いにやらにゃいかん。しっかりやろう」と課員に聞えよがしに大声で話していたという。また、田中によれば、武藤は「石原部長の考えは猫の目のように変転して全然掴まえどころがない」「部長のように夢みたいなことを考えていては時局は益々深みに入るばかりだ。俺は現実的に当面の事態を処理するのだ」と語ったという。
のちに石原は武藤を「面従腹背者」と名指しで指摘し、武藤を第三課長でなく第二課長にすべきだったと反省している。
後に武藤は、自ら「僕は上官である先生を追い出した」と語り、また日中戦争が解決しない状況から「やっぱり石原さんの云った通りであった」と吐露したという。

#### 第二次上海事変
1937年（昭和12年）8月、第二次上海事変。
武藤は、上海付近の支那軍は正面から力攻するのは困難だから、杭州湾に軍を上陸させて背後から支那軍を一気に撃攘するべきと具申。反対意見が多かったが上司の同意を得られ、この案が採用されたという。

### 中支那方面軍参謀副長
1937年（昭和12年）10月、杭州湾上陸作戦のため中支那方面軍参謀副長として上海に赴き、11月、上陸作戦を遂行。笠原十九司は、武藤は南京攻略に積極的で、この後、現地司令官が軍中央を無視して南京攻略に向かうよう煽るべく、挑発的な手紙を送ったりしていたとする。
1937年（昭和12年）12月、南京戦。日本軍は南京を攻略。17日南京入場式。その後杭州攻略。1938年徐州占領。
武藤は、日本の対中政策は蔣介石を相手にすべきだとして、近衛内閣の「国民政府を対手とせず」声明には反対だったという。

### 北支那方面軍参謀副長
1938年（昭和13年）7月、漢口攻略前に北支那方面軍参謀副長に転任。北京に着任。華北の治安維持に従事する。方面軍司令官は寺内寿一大将、参謀長は山下奉文中将。
1938年（昭和13年）12月、第一次近衛内閣の発表した興亜院の設置について武藤は「突然の発表であり、日本の領土でない支那に日本の行政機関が設置されることは違憲であり、軍政は軍司令官の権限であるため統帥権の干犯でもある」と批判している。
1939年（昭和14年）6月、抵抗する共産軍やゲリラに苦慮し、天津英仏租界周辺を封鎖。武藤は日英交渉に現地軍の主席として参加。東京交渉半ばで北京に戻る。

### 軍務局長
1939年（昭和14年）3月少将に進み、同9月陸軍省軍務局長となる。
1940年（昭和15年）第2次近衛内閣の新体制運動を熱心に支持した。
日ソ中立条約は、「日独伊三国同盟にソ連を加えた枢軸により米国の戦争加入を阻止し日支事変を速やかに解決するための企図として大成功である」と心から喜んだ。日ソ中立条約後の松岡洋右外相の対米交渉に大きな期待を寄せていたが、目まぐるしく変わる松岡外相の対米交渉に対する態度や意見を、非常に不可解に思っていた。対米交渉中の外務省の仕事ぶりに杜撰さを感じて驚くことが多かった。
1941年（昭和16年）9月頃、陸軍で最も対米交渉に熱心なため極右の一部から睨まれているとして、憲兵の護衛が附けられた。
1941年（昭和16年）10月12日に行われた荻外荘会談の内容を伝え聞き、豊田貞次郎外相が近衛首相に支那の撤兵問題が解決すれば日米交渉は成立すると言っていたことに対し、米国の主張する無条件撤兵ではまた紛争が起こるから、その方法についてもっとよく考えるべきで、あまりにいい加減であると思っていた。また及川古志郎海相が近衛首相に、対英米戦争決定は近衛首相に一任すると言っていたことに対し、対英米戦争は海軍が主役となるから海軍ができないといえば陸軍もそれに従うしかなく、それを首相に一任するというのはあまりに無責任であると思っていた。
近衛内閣末期に対米関係が極度に悪化、10月16日に近衛文麿首相は内閣を投げ出し18日に総辞職。同18日に東条内閣が成立する。
組閣に当たり天皇より開戦を是とする帝国国策遂行要領白紙還元の御諚が発せられ、東条英機首相も姿勢を対米開戦の回避に改める。
1941年（昭和16年）10月下旬、中将に昇進。
1941年（昭和16年）11月1日の大本営政府連絡会議で東郷茂徳外相により突如提示された乙案につい杉山元参謀総長と塚田攻参謀次長は、それは対症療法的なものであり日米問題を根本的に解決するものでないとして断固反対したが、武藤は2つの案に同意するよう説得し結局2人も同意した。このことが参謀総長以下の反感を買ったとしている。
11月26日に提示されたハルノートを見て、もう開戦に反対する人もおらず、事ここに至っては開戦するほかないと思ったと、自身では語っている。
1942年（昭和17年）大東亜建設審議会の幹事となる。
開戦後は戦争の早期終結を主張し、東條や鈴木貞一、星野直樹らと対立していた。
1942年（昭和17年）3月、南方地域を視察する（サイゴン、バンコク、ラングーン、シンガポール、パレンバン、バタビヤ、マニラなど）。4月に帰国。

### 近衛師団長（スマトラ島）
1942年（昭和17年）4月、リヒャルト・ゾルゲにかねてから軍務局長の名で全面的な情報提供を命じていたことから、ゾルゲ事件の発覚等により更迭され、近衛師団長としてスマトラ島の守備にあたる。ドーリットル空襲の結果、解任されたと記載する文献もある。
師団長への転任で初の軍隊指揮官を経験する武藤は、軍務局長の仕事は不愉快なことが多かったので、第一線に行くことは嬉しかったと回想している。現地軍はもう戦争に勝ったも同然と信じて勝利感に酔っていたことに武藤は驚き、気を引き締め備えを充実させるように指示したことが、現場の当惑を買ったと回想している。
1943年（昭和18年）6月、スマトラ島メダンで作戦中、同師団は近衛第2師団に改編される。
サイパン・パラオが米軍に占領されたとき、武藤は副官に「戦争は負けた。しかし我々のスマトラは負けぬ」と語ったと回想している。

### 第14方面軍参謀長（フィリピン）

#### フィリピン戦
1944年（昭和19年）10月、第14方面軍司令官に任命された山下奉文の希望により、第14方面軍（フィリピン）の参謀長に就任。20日、ルソン島防衛のため第14方面軍司令部のあるルソン島マニラ近郊のポートマッキンレーに行く。作戦準備が何もできていないフィリピンに行くことは死の宣告であると思ったという。
既に米軍がレイテ島に上陸を始めていたが、武藤はフィリピンが初めてでレイテ島の位置すら知らず、武藤の前任の参謀佐久間亮三は病気のため山下大将はフィリピン着任後参謀なしで、視察する間も無く米軍の攻撃に対応しており、各参謀も新しく着任した者が多くフィリピンの状況に詳しいものはおらず、作戦準備は予想以上に悪かったという。
台湾沖航空戦で海軍による大戦果の誤報を誤報と知らず、レイテ島で防衛が可能であると誤認した大本営はレイテ島防衛の命令を出し、山下・武藤らは急遽レイテ島の防衛にあたることとなる。
レイテ島の戦いで苦戦していた中、武藤は南方軍総参謀長を訪問し、海軍航空軍の決戦が失敗したことを率直に認識し以後の作戦を考え直さなければならないと進言し、南方総軍や大本営の作戦指導が動脈硬化症状を呈しており、それによって多くの生命が無駄に失われつつあると極言したが、受け入れられなかったという。
1944年（昭和19年）12月、ルソン島作戦計画を命じられる。
ルソン島ブロク山奥のアシン川上流域に司令部を移して抗戦していたところで終戦をむかえる。山下に共に切腹することを提案するが、説得され、現地で降伏。
1945年（昭和20年）9月3日、バギオで山下、大川内、有馬とともに降伏文書調印式に臨む。
山下らが起訴されたマニラ軍事裁判では、逮捕起訴されず、弁護人補佐として出廷し山下らの弁護につとめた。マニラで起訴されなかったのは長く東京の軍務局で活動していたため、開戦に至る状況を東京裁判で証言させるため、南方での捕虜虐待も含めて東京裁判で起訴することが決まっていたからと言われる。
しかし、マニラでは戦犯容疑者と同じキャンプに収容され、日本軍将兵一同に、皆は特攻隊員となり裁判による被害を最小限に止めよ、日本陸軍乃至日本の名誉のためにも部隊長や兵団長が捕虜殺害の命令を出したというようなことは絶対に言ってはならない、祖国は諸君やその家族を絶対に見捨てない、と訓示したという。このときは敗戦直後でまだ軍紀が維持され連合国軍への敵愾心も旺盛で、武藤の言葉は素直に受止められ、一同はそうすることを誓い合ったという。その結果、とくに初期に裁判を受けた者はこれを通したという。ところが、このために上級者は命令を出したことを一切否定し、実行した下級者は情状酌量を得られる可能性もなくし、下級者ばかりが死刑になったという（ただし、のちには、これも崩れて、いずれか一方が犠牲になって法廷へ争いを持ち込まなかった一部の将兵がいはしたものの、得てして醜い争いを演じるようになったという。)。

### 東京裁判
マニラ軍事裁判の後、極東国際軍事裁判（東京裁判）に逮捕起訴されるため日本に戻される。
東京裁判で太平洋戦争が始まった時期に陸軍軍務局長を務めていたときの開戦責任及びフィリピンやスマトラにおける日本軍による虐待や虐殺事件の責任のみが有罪とされ、他の時期の罪は当時そのような地位にはなかったとして、南京での虐殺事件の責任も含めて無罪となった。虐待や虐殺事件の責任で死刑判決を受けたと考えられる。東京裁判で死刑判決を受けた軍人の中で、中将の階級だったのは武藤だけである。
東京裁判での死刑は実際には11人の裁判官による多数決で決まっている。英米法においては保護責任者による遺棄致死等は故殺の一類型とされ、とくにこの時代はまだ英及び多くの英連邦自治領諸国において故殺･謀殺は例外なく死刑という感覚が強く、そこからの裁判官が多かった東京裁判は、虐殺事件や捕虜虐待死事件で裁かれる武藤にとってはマニラでの裁判とさして変わらず不利なものであった。しかし、武藤の死刑理由については、検察側の隠し玉的証人として法廷を驚かせた田中隆吉元陸軍少将の「軍中枢で権力を握り、対米開戦を強行した」という証言によるものだという説、また開戦時の東條の腰ぎんちゃく的存在だったとみられたからだという説など、日本においては当時のイギリス法の通念を知らずに唱えられる異説も多い。東條英機は判決後、武藤に「巻き添えに会わして気の毒だ。まさか君を死刑にするとは思わなかった」と言ったという。武藤本人も、自身に死刑判決が出たのはおかしい、自分はあれほど日米開戦を避けるべく努力したのに、と内心で思っていた。
また武藤と田中隆吉は互いに相手に対して嫌悪感をいだいており、武藤の東京裁判での訴追は田中のジョセフ・キーナン主席検察官への証言が元になったと主張されることもある。武藤は田中が軍部内の動きを法廷で暴露し自分を叩く証言をしたことについて、笹川良一に「私が万一にも絞首刑になったら、田中の体に取り憑いて狂い死にさせてやる」と語ったという。田中はもともと双極性障害があり、親族には自殺と思われる死に方をした人も多く、田中自身も心因性の理由から何度か入退院や自殺未遂を起こしている。が、武藤の処刑後「武藤の亡霊が現れる」と田中が語るのを聞いたと主張する人間もいて（近縁者や近親者でそのような証言をする者はいない）、田中の自殺未遂の原因を武藤との因縁話に結びつける向きもある。
1948年（昭和23年）12月23日に巣鴨プリズンで絞首刑に処された。享年57（満56歳没）。辞世の句は、
「霜の夜を 思い切ったる門出かな」
「散る紅葉 吹かるるままの行方哉」
であった。また、次のような詩を書き残している。
「西の御殿に 火急な御召し 陸は遠み 船には弱し ままよ船頭さん 夜中じゃあるが 向う岸まで お願い申す 西の殿様 気のよいお方 御馳走たくさん 下さるだろう 還りゃ気ままに 一人で渡る お酒みやげじゃ 寝てござれ」
1960年に殉国七士廟、1978年に靖国神社に合祀された。

## 評価
- 武藤が近衛師団長として赴任する際、副官に抜擢された稲垣忠弘中尉は小畑信良参謀長から次のように申し渡された。「武藤中将は陸軍にとってかけがえのない貴重な人でありどんな戦況になっても絶対に死なせてはならない。覚悟して仕えてくれ。それからもう一つ。武藤閣下は陸軍きっての秀才であると同時にうるさ型だ。閣下のお小言の防波堤になって適宜に参謀部に連絡してくれると参謀たちが助かるからなあ、ハッハッハ、しっかりやってくれ給え」。[63]この発言から「武藤は陸軍の重鎮で決して死なせてはならない存在」「陸軍きっての秀才」「陸軍でもうるさ型（とても真面目で能力のある軍人であり、そのためか部下などに対し小言が多くなってしまうところがあったようである。自分に絶対の自信があったためか、部下どころか石原莞爾などの上司に対してもはっきりと自分の考えを述べていた。）」ということが分かる。
- 誰に対しても遠慮無しに毒舌を吐いたり、人と群れることを嫌うなど、傲岸不遜な性格であったため人気が低く、部下から「武藤ではなく無徳」といわれていた。
- 「武藤ではなく無徳」と言われた理由として、第2次および第3次近衛文麿内閣で書記官長を務めた富田健治が、武藤と激論を交わしつつも常に気持ちよく交渉できたと述べるなど、武藤は相手の意見が自分と異なっても認めるところは認める一方でダメならばダメとはっきり言ったことが原因ではないかとする資料もある[64]。

## 親族
妻は武藤（旧姓：尾野）初子（明治36年生）。武藤夫妻には子がなく、初子の姪を養子にしている。初子の父は陸軍大将の尾野実信。

## 逸話
- 元は統制派に与していたため、皇道派に属する山下奉文とは思想が異なるが、仲が良かったという。
- 尾崎秀実と親しかった[66]。
- 第4航空軍司令官であった冨永恭次とは陸軍幼年学校からの付き合いで懇意にしていたが、ルソン島の戦いにおいて、マニラ防衛の放棄を決定した第14方面軍司令官山下の意に反し、マニラからの撤退を拒否していた富永を説得している。その際に｢燃料、弾薬の乏しいのに、航空軍司令部が（フィリピンに）固着しているのは意味をなさない。速やかに台湾に移って作戦の自由を得る方が適当｣と台湾への撤退を勧め、富永の作戦途中の無断でのフィリピン撤退のきっかけを作っている。そのため、武藤は無断撤退で批判されていた富永を「彼等の悪口に一つに、第四航空軍司令部が台湾に移った事が含まれているのは失当である」と擁護している[67]。

## 年譜
- 1913年（大正2年）5月 - 陸軍士官学校卒業（25期）。
  - 12月 - 少尉に昇進。歩兵第72連隊附。
- 1914年（大正3年）12月 - 大分俘虜収容所附（～1915年9月）。
- 1917年（大正6年）8月 - 中尉に昇進。
- 1920年（大正9年）11月 - 陸軍大学校卒業（32期恩賜）。
- 1921年（大正10年）4月 - 陸軍士官学校附。
- 1922年（大正11年）7月 - 教育総監附勤務。
  - 8月 - 大尉に昇進。
  - 12月 - 教育総監課員。
- 1923年（大正12年）6月 - ドイツ駐在（～1926年4月）。
- 1928年（昭和3年）8月 - 少佐に昇進。
- 1929年（昭和4年）12月 - 陸軍大学校専攻学生（～1930年11月）。
- 1930年（昭和5年）11月 - 参謀本部員（ドイツ班）。
- 1931年（昭和6年）8月 - 参謀本部兵站班長。
- 1932年（昭和7年）3月 - 参謀本部第4班長。
  - 8月 - 中佐に昇進。
- 1933年（昭和8年）11月 - ヨーロッパ出張（～1934年1月）。
- 1934年（昭和9年）3月 - 歩兵第1連隊附。
- 1935年（昭和10年）3月 - 軍務局附。
  - 8月1日 - 軍事課高級課員。
- 1936年（昭和11年）6月19日 - 関東軍第2課長。
  - 8月1日 - 大佐に昇進。
- 1937年（昭和12年）3月1日 - 参謀本部作戦課長。
  - 11月1日 - 中支那方面軍参謀副長。
- 1938年（昭和13年）7月31日 - 北支那方面軍参謀副長。
- 1939年（昭和14年）3月9日 - 少将に昇進。
  - 9月30日 - 陸軍省軍務局長兼調査部長。
- 1941年（昭和16年）10月15日 - 中将に昇進。
- 1942年（昭和17年）4月20日 - 近衛師団長。
- 1943年（昭和18年）6月1日 - 近衛第2師団長。
- 1944年（昭和19年）10月5日 - 第14方面軍参謀長。
- 1946年（昭和21年）5月 - 予備役編入。
- 1948年（昭和23年）1月31日 - 公職追放仮指定を受けた[68]。

## 栄典

### 位階
- 1914年（大正3年）3月20日 - 正八位[69]
- 1917年（大正6年）10月1日 - 従七位[69]
- 1922年（大正11年）9月11日 - 正七位[69]
- 1927年（昭和2年）1月1日 - 従六位[69]
- 1932年（昭和7年）9月1日 - 正六位[69]
- 1936年（昭和11年）10月1日 - 従五位[69]
- 1939年（昭和14年）4月1日 - 正五位[69]
- 1942年（昭和17年）4月15日 - 従四位[69]
- 1944年（昭和19年）5月1日 - 正四位[69]

### 勲章等
- 1915年（大正4年）11月7日 - 大正三四年従軍記章[69]
- 1920年（大正9年）11月1日 - 勲六等単光旭日章[69]
- 1927年（昭和2年）11月29日 - 勲五等瑞宝章[69]
- 1934年（昭和9年）
  - 2月7日 - 勲四等瑞宝章[69]
  - 4月29日 - 勲三等旭日中綬章[69]
- 1939年（昭和14年）11月13日 - 勲二等瑞宝章[69][70]
- 1940年（昭和15年）4月29日 - 旭日重光章・功三級金鵄勲章[69]
- 1943年（昭和18年）10月9日 - 勲一等瑞宝章[69]

### 外国勲章佩用允許
- ドイツ鷲勲章功労十字星章：1942年（昭和17年）12月28日[71]
- 勲二等白象勲章 ：1942年（昭和17年）2月9日[72]
- 勲二位景雲章 ：1941年（昭和16年）12月9日[73]
- 建国神廟創建記念章 ：同上

## 著作
- 『比島から巣鴨へ 日本軍部の歩んだ道と一軍人の運命』

（実業之日本社、1952年）　獄中の日記と夫人によるあとがきがある。
（中公文庫、2008年） ISBN 978-4-12-205100-3　　解説・日暮吉延
- 上法快男 編『軍務局長武藤章回想録』（芙蓉書房出版、1981年） ISBN 4-8295-0010-7
- 武藤章「クラウゼウヰツ、孫子の比較研究」『偕行社記事』昭和8年6月号（靖国偕行文庫所蔵）所載